# Polyipnus nuttingi
Polyipnus nuttingi és una espècie de peix pertanyent a la família dels esternoptíquids.

## Descripció
- Fa 8,3 cm de llargària màxima.[5][6]

## Alimentació
Menja Globigerina, foraminífers i copèpodes.

## Hàbitat
És un peix marí i bentopelàgic que viu entre 384 i 658 m de fondària.

## Distribució geogràfica
Es troba a prop de Zanzíbar (Tanzània) i les illes Hawaii.

## Observacions
És inofensiu per als humans.